# Lật mặt 2: Phim trường
Lật mặt 2: Phim trường (tiếng Anh: Face Off 2: The Studio)  là một bộ phim điện ảnh hài hành động của Việt Nam năm 2016 do Lý Hải sản xuất kiêm đạo diễn, và là phần thứ hai của loạt phim Lật mặt. Phim có sự tham gia của dàn diễn viên gồm Lý Hải, Hứa Minh Đạt, Quốc Thuận, Mai Huỳnh, Võ Đình Hiếu, Tiết Cương, Hiếu Nguyễn và Khả Ngân. Nối tiếp phần đầu năm 2015, phim theo chân nhân vật chính là hai anh em diễn viên đóng thế chuyên nghiệp cùng tham gia một dự án phim điện ảnh. Khi dự án tạm dừng vì thiếu vốn, họ rơi vào hoàn cảnh khó khăn, vô tình bước chân vào một phi vụ buôn bán phạm pháp và phải đối mặt với những tình huống nguy hiểm.
Với kinh phí sản xuất 15 tỷ đồng, Lật mặt 2: Phim trường khởi chiếu tại Việt Nam vào ngày 29 tháng 4 năm 2016 và đón nhận phản hồi tốt từ truyền thông và giới chuyên môn, đặc biệt là về mảng hành động, mặc dù phần nội dung, cách kể chuyện và kỹ xảo của phim bị chỉ trích. Tác phẩm đạt thành công lớn tại phòng vé với doanh thu 80 tỷ đồng cùng một số giải thưởng và đề cử, trong đó được đề cử ở ba hạng mục tại giải Ngôi Sao Xanh 2016. Phần ba của loạt phim, Lật mặt: Ba chàng khuyết, được phát hành vào năm 2018.

## Nội dung
Trung là diễn viên đóng thế kiêm chỉ đạo võ thuật trong một dự án phim điện ảnh. Anh rất tâm huyết với công việc và đặc biệt kính nể, yêu quý đạo diễn. Khi quá trình quay phim buộc phải tạm ngưng do thiếu kinh phí, Trung cùng em trai xông pha hiểm nguy, tìm mọi cách để giúp đạo diễn kiếm tiền quay phim tiếp. Thế rồi, hai anh em vô tình rơi vào cái bẫy của một vị đại gia, buộc họ phải tiếp tay cho phi vụ phạm pháp của hắn.
Trung và Thành đồng ý vào rừng vận chuyển một số hàng về cho ông Sơn. Thắng - cánh tay phải của ông Sơn - được cử đi theo giám sát anh em Trung. Số hàng họ phải mang về là ngà voi và sừng tê giác phạm pháp được giấu trong đống gỗ. Trên đường về, Thắng định thủ tiêu anh em Trung nhưng hai anh em đã chống trả và tẩu thoát cùng với số hàng. Trong khi đó, ông Thuận cố gắng đi khắp nơi xin vay tiền để tiếp tục làm phim nhưng không thành. Đồ đạc trong nhà ông Thuận bị siết nợ, vợ ông cũng dẫn đứa con nhỏ bỏ đi. Ông Thuận tìm đến ông Tuấn - giám đốc ngân hàng Nam A Bank, ngờ đâu ông này lại là đối tác của ông Sơn.
Anh em Trung không thể mang số hàng đi bán hoặc trình báo công an, họ đành phải trả lại cho ông Sơn. Thắng một lần nữa muốn thủ tiêu anh em Trung, nhưng Trung tiết lộ rằng số ngà voi anh mang đến chỉ là đạo cụ dùng để đóng phim, còn số hàng thật đã được giấu ở nơi khác. Thắng giữ Thành làm con tin, buộc Trung dẫn hắn đến chỗ giấu ngà voi. Thành đánh lừa những tên tội phạm và chạy thoát khỏi hang ổ của chúng. Trung chỉ chỗ giấu ngà voi rồi cũng bỏ chạy.
Ông Sơn trở mặt bắn chết ông Tuấn, bắt giữ ông Thuận trong khi anh em Trung chạy thoát. Trung gặp ông Sơn tại căn biệt thự bỏ hoang để giao nộp số sừng tê giác đổi lấy ông Thuận. Thắng phản bội ông Sơn và bắn chết ông. Ekip đoàn phim cải trang thành công an ập vào cầm chân băng đảng của Thắng nhằm kéo dài thời gian chờ công an thật đến, nhưng bọn tội phạm sớm phát hiện ra đây là công an giả. Một cuộc giao chiến diễn ra giữa ekip đoàn phim và bọn tội phạm. Thắng đặt một quả bom hẹn giờ trên người ông Thuận, Trung đã vô hiệu hóa nó thành công. Một lát sau, công an thật đến nơi bắt giữ bọn tội phạm.
Thắng bắt Thành đi theo làm con tin, Trung và ông Thuận lái xe môtô đuổi theo. Cuối cùng Thành được giải cứu, Thắng bị bắt giữ, còn ông Thuận bị thương phải nhập viện. Cuối phim, Trung và ekip đoàn phim vào bệnh viện thăm ông Thuận. Một âm thanh giống tiếng bom hẹn giờ phát ra từ một con gấu bông trong phòng. Trung vội vã mang con gấu bông ném đi nhưng không có chuyện gì xảy ra. Nam gọi điện cho Trung, nói rằng "mọi chuyện chỉ mới bắt đầu thôi". Sau đó Nam vào thang máy rời đi, anh được tiết lộ là một cô gái bí ẩn đeo mặt nạ cải trang đàn ông.

## Diễn viên
- Lý Hải vai Trung
- Hứa Minh Đạt vai Thành

Hứa Minh Đạt cho biết anh chịu áp lực nhất định khi tham gia bộ phim, vì Trường Giang trong vai trò bạn diễn với Lý Hải ở Lật mặt đã chiếm được cảm tình từ khán giả. Tuy nhiên anh nói thêm: "Trường Giang có cái bóng của Giang, còn Minh Đạt cũng có cái bóng của Minh Đạt".
- Quốc Thuận vai ông Thuận
- Mai Huỳnh vai ông Sơn
- Nguyễn Sanh vai ông Tuấn
- Hiếu Nguyễn vai Thắng

Vai Thắng trong Lật mặt 2 là vai diễn điện ảnh thứ hai của Hiếu Nguyễn trong năm 2016 sau Truy sát và cũng là vai diễn mà nam diễn viên cảm thấy phấn khích nhất, theo chia sẻ của anh tại lễ ra mắt phim.
- Khả Ngân vai Vy
- Võ Đình Hiếu vai Nam
- Tiết Cương vai Tâm
- Trọng Hải vai ông Quân
- Thân Trọng Nghĩa vai cận vệ ông Tuấn
- Linh Napie vai Thư ký
- Thanh Ngô vai Nhân viên đoàn phim (phục trang)
- Ngô Minh Hiền vai Nhân viên đoàn phim (makeup)
- Xuân Phúc vai Diễn viên đóng thế

Phim còn có sự tham gia của Hoàng Sơn, Lê Bình, Phi Phụng, Tam Thanh, Quách Ngọc Tuyên, Thanh Tân, Thanh Hiền, Hữu Thạch, Phạm Trưởng, Mạnh Dung, Thanh Thức, Mỹ Hòa cùng một số diễn viên khác.

## Sản xuất
Sau thành công của phần một giữa năm 2015, Lý Hải cho biết đã nhanh chóng lên ý tưởng và chắp bút kịch bản cho bộ phim Lật mặt tiếp theo, đồng thời hé lộ phim này tiếp tục thuộc thể loại hài hành động với yếu tố hài hước bắt nguồn từ tình huống mà các nhân vật gặp phải. Buổi tuyển chọn diễn viên cho phần hai diễn ra vào ngày 2 tháng 9 năm 2015 với hàng trăm khán giả và diễn viên chuyên nghiệp đến thử vai, tiếp theo là một buổi tuyển chọn khác nhằm tìm kiếm hai ứng viên xuất sắc nhất (một nam, một nữ) trở thành các diễn viên chính của phim; theo Lý Hải, phim không mời nhiều nghệ sĩ nổi tiếng tham gia hoặc tạo chiêu trò gây chú ý. Ngày 22 tháng 10 năm 2015, Lý Hải công bố dự án phim Lật mặt 2: Phim trường đến truyền thông sau sáu tháng viết kịch bản, lựa chọn bối cảnh và tuyển vai, trong đó anh kiêm nhiệm vai trò biên kịch, đạo diễn, diễn viên và nhà sản xuất.
Tác phẩm được khởi quay vào cuối tháng 10 năm 2015 với kinh phí đầu tư là 15 tỷ đồng; bối cảnh ghi hình tập trung tại các tỉnh miền Trung của Việt Nam, kéo dài từ Bình Thuận đến Thừa Thiên Huế. Để chuẩn bị cho những phân cảnh hành động, các diễn viên đã phải tập luyện võ thuật trong vòng ba tháng. Một số cảnh hành động, rượt đuổi nguy hiểm theo dự kiến ban đầu sẽ sử dụng diễn viên đóng thế, nhưng Lý Hải từ chối và quyết định tự thực hiện nhằm tăng tính chân thực. Trong quá trình quay phim, anh đã bốn lần gặp phải tai nạn thương tích trên phim trường, trong đó lần gặp nạn thứ tư là vào ngày 25 tháng 11 khi anh mất tầm nhìn và không thể kiểm soát tay lái, té ngã và bị rạn hai xương sườn kèm theo trầy xước nặng, còn Quốc Thuận ngồi sau bị xây xát nhẹ.
Lý Hải tự bỏ ra một khoản tiền lớn mua hai xe ô tô và một mô tô phân khối lớn chỉ để phục vụ cho phân cảnh truy đuổi giữa cảnh sát và tội phạm buôn lậu, dẫn đến các xe bị cháy và phá hủy hoàn toàn. Ở phân đoạn này còn có cảnh một chiếc xe cảnh sát chạy với tốc độ cao, bay trên không và bị lật; đoàn phim phải tính toán tốc độ, cân nặng, chiều dài chiếc xe và vị trí của tài xế cho chính xác, đồng thời mời diễn viên đóng thế đảm nhiệm và chỉ ghi hình cảnh này một lần. Lý Hải cũng nói thêm anh đã tự diễn phân cảnh lái xe mô tô từ máy bay xuống đất và phóng nhanh trên địa hình hiểm trở, một cảnh quay mà anh "chưa thấy trong phim Việt bao giờ".

## Phát hành và đón nhận
Lật mặt 2: Phim trường có buổi ra mắt tại Thành phố Hồ Chí Minh vào ngày 28 tháng 4 năm 2016 trước khi công chiếu tại các rạp sau đó một ngày, trở thành phim điện ảnh Việt Nam duy nhất công chiếu trong dịp lễ 30 tháng 4. Vài ngày trước thời điểm khởi chiếu, trên các trang mạng xuất hiện thông tin cho rằng tác phẩm đã bị cấm ra rạp do có quá nhiều cảnh hành động bạo lực tương tự như ở phim Bụi đời Chợ Lớn năm 2013; không lâu sau, Lý Hải lên tiếng bác bỏ và cho biết phim đã được cấp phép theo đúng quy trình.

### Phòng vé
Lật mặt 2: Phim trường mở màn phòng vé với 15 tỷ đồng thu về trong ba ngày dịp lễ 30 tháng 4, vượt qua con số doanh thu của phần đầu trong cùng khoảng thời gian; một số cụm rạp được cho là đã ghi nhận tình trạng "cháy vé". Theo Lê Tuấn từ Zing, thành tích trên có được một phần do phim không phải cạnh tranh với bất kỳ tác phẩm nội địa nào khác tại thời điểm bấy giờ; còn Truy sát, vốn đã ra rạp trước đó một tuần, nhận về những phản hồi trái chiều. Thành tích phòng vé sau cùng của phim là 80 tỷ đồng, theo thông tin công bố từ nhà sản xuất.

### Đánh giá
Lam Sơn từ Zing cho phim 3,5/5 điểm, nhận xét rằng Lật mặt 2: Phim trường là "canh bạc đáng khen của Lý Hải" và có chất lượng "nằm ở mức khá so với mặt bằng chung điện ảnh Việt hiện nay". Cây bút này ca ngợi tác phẩm có mảng hành động "không thua gì các tác phẩm ngoại" và mảng hài hước "mang âm hưởng Châu Tinh Trì khá thú vị, thích hợp với khán giả đại chúng", nhưng cũng chỉ ra những điểm hạn chế như nội dung không mới và dễ đoán, một số tình tiết thiếu logic, diễn biến tâm lý nhân vật chưa nhất quán và kỹ xảo còn thô sơ. Minh Khuê của báo Người lao động gọi Lật mặt 2 là "phim tử tế, đáng xem" và nhận định phim nhìn chung "khá ổn ở thể loại hành động, hài", trong đó một số phân đoạn hành động của nhân vật Trung được thực hiện "khá đẹp mắt, tạo hứng thú cho người xem", còn các yếu tố hài hước được thể hiện một cách tiết chế, không bị lạc sang hài nhảm. Tuy nhiên, tác giả nhận thấy một số cảnh đánh nhau trong tác phẩm còn cũ kỹ, "trông giống dòng phim xã hội đen Hồng Kông trước đây".
Ngoài đánh giá như trên, Vũ Văn Việt trên VnExpress còn nhận thấy thoại phim không bị rườm rà, đan xen đều đặn yếu tố hài hước vào các cảnh hành động khiến phần giữa phim trôi chảy, không khí phim thoải mái thay vì tối tăm. Nhà báo này khen ngợi diễn xuất của các nam diễn viên chính gồm Lý Hải, Quốc Thuận và Hiếu Nguyễn; song, tác phẩm bị chê "thô kệch bởi không được chỉnh màu hợp lý", thiếu góc quay mang tính điện ảnh cao và lạm dụng các chi tiết tạo bất ngờ khiến diễn biến phim trở nên bất hợp lý khi về cuối.

### Giải thưởng
Tại lễ trao giải Korean Culture & Global Entertainment Awards 2016, Lý Hải được trao giải Đạo diễn xuất sắc nhất châu Á dành cho phim Lật mặt 2: Phim trường, và diễn viên Hùng ChilHyun (vai Hùng Bạc) đoạt giải Diễn viên phụ xuất sắc nhất; tuy nhiên độ uy tín của các giải thưởng trên được cho là đáng ngờ. Tại giải Ngôi Sao Xanh 2016, tác phẩm được đề cử ở ba hạng mục điện ảnh: Phim xuất sắc nhất, Nam diễn viên xuất sắc nhất (Lý Hải và Hứa Minh Đạt) và Sáng tạo xuất sắc nhất (Tony Nghĩa, chỉ đạo võ thuật), nhưng không thắng giải nào.

## Phần tiếp theo
Phần tiếp theo của loạt phim, Lật mặt: Ba chàng khuyết, được khởi chiếu vào ngày 20 tháng 4 năm 2018.